# Best Friends Forever
Best Friends Forever (2012) – amerykański serial komediowy stworzony przez Lennon Parham i Jessicę St. Clair oraz zrealizowany przez Universal Television, American Work, Inc., Parham St. Clair Productions i Open 4 Business Productions.
Premiera serialu odbyła się w Stanach Zjednoczonych 4 kwietnia 2012 na amerykańskim kanale NBC. Dwa ostatnie odcinki serialu wyemitowano 1 czerwca 2012.
Dnia 11 maja 2012 stacja NBC ogłosiła, że serial Best Friends Forever został anulowany po pierwszym sezonie z powodu niskiej oglądalności.

## Opis fabuły
Serial opisuje perypetie Lennon White (Lennon Parham), która mieszka razem z nowym chłopakiem Joe (Luka Jones). Pewnego dnia kobieta postanawia przyjąć pod swój dach swoją najlepszą przyjaciółkę, rozwódkę Jessicę Black (Jessica St. Clair). Nowa lokatorka Jessica okazuje się być osobą bardzo nachalną.

## Obsada
- Lennon Parham jako Lennon White
- Jessica St. Clair jako Jessica Black
- Luka Jones jako Joe Foley
- Stephen Schneider jako Rav Stark
- Daija Owens jako Queenetta Carpenter

## Odcinki
| № | Nr | Tytuł                | Reżyseria   | Scenariusz                        | Premiera (NBC)   |
| - | -- | -------------------- | ----------- | --------------------------------- | ---------------- |
| 1 | 1  | Pilot                | Fred Savage | Lennon Parham i Jessica St. Clair | 4 kwietnia 2012  |
| 2 | 2  | The Butt Dial        | Fred Savage | Lennon Parham i Jessica St. Clair | 11 kwietnia 2012 |
| 3 | 3  | Put a Pin in It      | Fred Savage | Donick Cary i Anthony King        | 18 kwietnia 2012 |
| 4 | 4  | Single and Lovin' It | Fred Savage | Alexa Junge i Anthony King        | 25 kwietnia 2012 |
| 5 | 5  | Hey Nonny Nonny      | Fred Savage | John Blickstead i Trey Kollmer    | 1 czerwca 2012   |
| 6 | 6  | Fatal Blow Out       | Fred Savage | Lennon Parham i Jessica St. Clair | 1 czerwca 2012   |